# Šarišské Sokolovce
Šarišské Sokolovce (in ungherese Tótselymes) è un comune della Slovacchia facente parte del distretto di Sabinov, nella regione di Prešov.